# Ypthima argentoides
Ypthima argentoides är en fjärilsart som beskrevs av Embrik Strand 1914. Ypthima argentoides ingår i släktet Ypthima och familjen praktfjärilar. Inga underarter finns listade i Catalogue of Life.